# Coloblasto

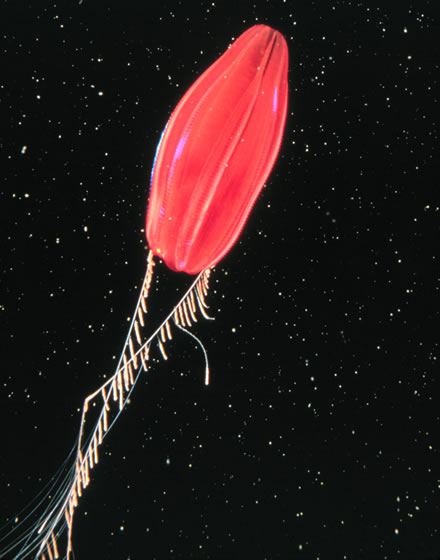
Tentáculos portadores de coloblastos

Los coloblastos son un tipo de célula que se encuentra en los ctenóforos. Están extendidas por los tentáculos de estos animales y se usan para capturar presas. Los coloblastos constan de un filamento enrollado en espiral incrustado en la epidermis y un filamento axial con una cúpula granular.
La superficie apical de estas células consta de gránulos eosinofílicos que se piensa que son la fuente de adhesión.
Al contacto, estos gránulos se rompen y liberan una sustancia adhesiva sobre la presa.  El filamento espiral absorbe el impacto de la ruptura, evitando que la presa atrapada escape.  Los coloblastos se encuentran en todos los ctenóforos a excepción de los del orden Beroida, los cuales carecen de tentáculos, y de la especie Haeckelia rubra, los cuales utilizan cnidoblastos de cnidarios presa.